# جف رن-آدلید
جف رن-آدلید (فرانسوی: Jeff Reine-Adélaïde‎؛ زادهٔ ۱۷ ژانویهٔ ۱۹۹۸) بازیکن فوتبال اهل فرانسه است که در پست هافبک برای باشگاه فوتبال المپیک لیون در لیگ ۱ بازی می‌کند.
از باشگاه‌هایی که در آن بازی کرده‌است می‌توان به آرسنال و آنژه اشاره کرد.

## زندگی حرفه‌ای
او در شامپینی-سور-مرن، فرانسه به دنیا آمد. او اولین بازی حرفه‌ای خود را در باشگاه فوتبال لن شروع کرد و در ۱۸ آوریل ۲۰۱۵ اولین بازی خود را در مقابل باشگاه فوتبال متز کرد که لن ۳ بر ۱ بازی را به متز واگذار کرد.